# Технический регламент о безопасности средств индивидуальной защиты
Технический регламент о безопасности средств индивидуальной защиты предполагал устанавливать в России минимально необходимые требования, которые обеспечивают механическую, термическую, биологическую, химическую, электрическую и радиационную безопасность при обращении средств индивидуальной защиты и определяются в зависимости от класса средств индивидуальной защиты.
После принятия Закона о техническом регулировании возникла проблема: закон сделал выполнение требований ГОСТов к средствам индивидуальной защиты (СИЗ) не обязательным (добровольным); а Трудовой Кодекс обязывал работодателя обеспечивать работников СИЗ, которые сертифицированы (то есть, такими, технические характеристики которых не ниже некоторого минимума, принятого для СИЗ данного вида). В результате принятия ТР ТС 019/2011 было устранено, в некоторой степени, возникшее противоречие: регламент наполнили фрагментами ГОСТов (уже не обязательных), содержащих некоторые из требований к СИЗ. В результате объём регламента получился большим; а множество требований туда не попало (нет никаких требований к СИЗ от шума в отношении их способности ослаблять шум; отсутствуют требования к фильтрующим противогазным СИЗ органов дыхания, к способности их фильтра поглощать газы). А описание того, как проверять выполнение требований в самом регламенте отсутствует полностью.
Документ не регулирует выбор и организацию эксплуатации СИЗ, и по этой причине его выполнение не может устранить ошибки при выборе и использовании средств защиты, и он, сам по себе, не может обеспечить безопасность работников - а лишь создаёт предпосылки для этого, снижая риск попадания на рынок совершенно некачественных СИЗ.

## Разработка
По данным в 2008 Минздравсоцразвития  РФ на конкурсной основе выбрала организацию-разработчик (ФГУП "ВНИИ охраны и экологии труда" Минздравсоцразвития). Возможность полноценного обсуждения документа была недостаточной, на проект отсутствует опубликованные сводки отзывов (нарушен пункт 5 статьи 9 ФЗ "О техническом регулировании").

## Описание
Настоящий технический регламент принимается в целях:
- защиты жизни или здоровья человека;
- предупреждения действий, вводящих в заблуждение приобретателей средств индивидуальной защиты;
- охраны окружающей среды.

Объектами технического регулирования Технического регламента о безопасности средств индивидуальной защиты являются следующие виды средств индивидуальной защиты:
- средства индивидуальной защиты от механических факторов;
- средства индивидуальной защиты от вредных биологических факторов;
- средства индивидуальной защиты от химических факторов;
- средства индивидуальной защиты от радиационных факторов (внешние ионизирующие излучения и радиоактивные вещества);
- средства индивидуальной защиты от высоких и (или) низких температур;
- средства индивидуальной защиты от теплового воздействия электрической дуги, неионизирующих излучений, поражений электрическим током, а также от воздействия статического электричества;
- одежда специальная сигнальная повышенной видимости;
- комплексные средства индивидуальной защиты;
- дерматологические средства индивидуальной защиты.

## Государственный контроль (надзор) за соблюдением требований Технического регламента о безопасности средств индивидуальной защиты
Государственный контроль (надзор) за соответствием средств индивидуальной защиты требованиям настоящего технического регламента осуществляется в установленном законодательством Российской Федерации порядке федеральными органами исполнительной власти, уполномоченными на осуществление функции государственного санитарно-эпидемиологического надзора в соответствующей сфере деятельности.

## Критика
Специалисты подвергли критике документ из-за того, что он имеет ряд недостатков. Конкретно, хотя документ должен обеспечивать безопасность людей, применяющих СИЗ, этот технический регламент не устанавливает никаких минимальных требований к эффективности СИЗ органа слуха. 
Документ также подвергался критике со стороны специалистов по СИЗ органов дыхания, так как имел существенные недостатки в этой части. Например:
 ... нарушен главный принцип формирования технических регламентов Таможенного союза - не допускать снижения требований к продукции; созданы предпосылки для выпуска и обращения изделий, создающих угрозу жизни и здоровью пользователей. (с. 15)
 
... в стандартах к подп. 15 п. 4.4 приводятся три разных требования по защите от синильной кислоты: 10 мг/м3, 440 мг/м3 (100 мл/м3) и 1100 мг/м3. При этом нигде не оговорено, каким из этих требований необходимо пользоваться.
Требуют уточнения методы испытания изделий с целью исключения таких парадоксов, как, например, с испытанием фильтра самоспасателя по синильной кислоте, когда проскоковая концентрация превышает действующую.
	
Желательно внести поправки в схему подтверждения соответствия продукции, вытекающую из опыта проведения сертификации изделий, например - в порядок отбора образцов (с. 17).
Не секрет, что проблемы с качеством СИЗ существуют. К сожалению, ситуация в данной сфере такова, что достаточно выпустить 5-7 доброкачественных изделий, провести испытания и получить сертификат, а потом можно выпускать изделия более низкого качества. Особенно эта проблема актуальна для лёгких респираторов и некоторых других технически несложных СИЗ.
Требования к СИЗОД с принудительной подачей воздуха в лицевую часть, к шланговым СИЗОД отсутствуют.
Документ декларирует своё назначение как обеспечение безопасности работающих, использующих СИЗ, и требует от изготовителей СИЗ указывать область допустимого (безопасного) применения своей продукции. Но в отношении СИЗ органов дыхания это не сопровождается ни установлением хоть каких-то ограничений таких областей (как во всех промышленно-развитых странах), и/или ссылками на иные документы, где установлены подобные ограничения - и тем самым Технический регламент не препятствует выбору заведомо недостаточно эффективных СИЗОД для использования в заведомо вредных (или даже опасных) условиях труда .
По мнению специалиста ОАО "Сорбент" требования к фильтрующим СИЗОД недостаточно корректны и конкретны.
Помимо недостатков самого документа, его разработка и обсуждение велись с нарушением действующего законодательства, и возможно, с учётом интересов некоторых поставщиков СИЗ (мнение гл. инженера ОАО "Сорбент").
Отчасти отреагировав на критику, Евразийская экономическая коллегия в 2018 г. опубликовала список стандартов, выполнение которых (на добровольной основе) обеспечивает выполнение Технического регламента (который уже обязателен для выполнения). Из-за крайне широкого охвата СИЗ в Техническом регламенте, этот список получился очень объёмным - 158 страниц. Для сравнения, в Европейском Союзе, вместо этого, сами стандарты по СИЗ являются обязательными для выполнения.